# Phaedrotoma trimaculata
Phaedrotoma trimaculata är en stekelart som först beskrevs av Maximilian Spinola 1851.  Phaedrotoma trimaculata ingår i släktet Phaedrotoma och familjen bracksteklar. Inga underarter finns listade i Catalogue of Life.